# Ниссани, Ханох
Ханох Ниссани (иврит חנוך ניסני, род. 29 июля 1963, Тель-Авив) — израильский автогонщик и бизнесмен, живущий в Будапеште (Венгрия). Тест-пилот команды Формулы-1 Minardi в 2005 году.
Ниссани — первый израильтянин, севший за руль болида «Формулы-1».
Сын Рой Ниссани также автогонщик.

## Автогоночная карьера
Ниссани занимался бизнесом и первоначально автогонки были только лишь его хобби.
Автоспортом занялся впервые только в 38 лет. Карьеру автогонщика начал в 2002 году в чемпионате Венгрии Формулы-2000.
В 2004 году провёл три гонки в Международном чемпионате Формулы-3000 за команду Coloni Motorsport. Лучший результат — 12-е место в Монце.
В 2005 году Ниссани стал тест-пилотом Minardi — команды-аутсайдера Формулы-1. На Гран-при Венгрии участвовал в пятницу в качестве третьего пилота, поскольку имеет в Венгрии большую популярность. Однако очень низкие результаты, показанные им, привели к замене его со следующего этапа на Энрико Токкачело, хотя контракт команды с персональным спонсором Ниссани — компанией UPEX позволял участвовать третьим пилотом ещё в нескольких Гран-при. Ханох Ниссани неоднократно назывался «худшим пилотом в истории Формулы-1».

### Пятничные тренировки в Формуле-1
| Легенда к таблице |                                                                    |
| --- | ------------------------------------------------------------------ |
| В таблице перечислены результаты всех Гран-при Формулы-1, в которых принимал участие гонщик. Строками таблицы являются сезоны, столбцами — этапы чемпионата мира. В каждой клетке указаны сокращённое название этапа и результат, дополнительно обозначенный цветом. Расшифровка обозначений и цветов представлена в нижеследующей таблице. |                                                                    |
| \| Пример \| Описание \| \| ------------ \| ------------------------------------------------------------------ \| \| 1 \| Победитель \| \| 2 \| Второе место \| \| 3 \| Третье место \| \| 5 \| Финишировал, заработав очки \| \| Сход \| Не финишировал, но при этом заработал очки \| \| 12 \| Финишировал, не получив очков \| \| НКЛ \| Финишировал, но не попал в финальную классификацию \| \| 15 \| Участвовал вне зачёта, либо по отдельной классификации \| \| 18 \| Не финишировал, но попал в финальную классификацию \| \| Сход \| Не финишировал \| \| НКВ \| Не прошёл квалификацию \| \| НПКВ \| Не прошёл предквалификацию \| \| ДСК \| Дисквалифицирован \| \| ИСК \| Исключён из протокола соревнований \| \| ТТ \| Заявлен для участия только в тренировках \| \| НС \| Участвовал в квалификации, но не стартовал в гонке \| \| Т \| Травмирован или болен \| \| ОТК \| Отказ от участия \| \| НТР \| Прибыл на соревнования, но на трассу не выезжал \| \| НПР \| Был заявлен в числе участников, но не прибыл к началу соревнований \| \| О \| Соревнования отменены \| \| \| Не участвовал \| \| Поул-позиция \| \| \| Быстрый круг \| \| |                                                                    |
| Пример | Описание                                                           |
| 1 | Победитель                                                         |
| 2 | Второе место                                                       |
| 3 | Третье место                                                       |
| 5 | Финишировал, заработав очки                                        |
| Сход | Не финишировал, но при этом заработал очки                         |
| 12 | Финишировал, не получив очков                                      |
| НКЛ | Финишировал, но не попал в финальную классификацию                 |
| 15 | Участвовал вне зачёта, либо по отдельной классификации             |
| 18 | Не финишировал, но попал в финальную классификацию                 |
| Сход | Не финишировал                                                     |
| НКВ | Не прошёл квалификацию                                             |
| НПКВ | Не прошёл предквалификацию                                         |
| ДСК | Дисквалифицирован                                                  |
| ИСК | Исключён из протокола соревнований                                 |
| ТТ | Заявлен для участия только в тренировках                           |
| НС | Участвовал в квалификации, но не стартовал в гонке                 |
| Т | Травмирован или болен                                              |
| ОТК | Отказ от участия                                                   |
| НТР | Прибыл на соревнования, но на трассу не выезжал                    |
| НПР | Был заявлен в числе участников, но не прибыл к началу соревнований |
| О | Соревнования отменены                                              |
| | Не участвовал                                                      |
| Поул-позиция |                                                                    |
| Быстрый круг |                                                                    |

| Год  | Команда          | Шасси        | Двигатель    | 1   | 2   | 3   | 4   | 5   | 6   | 7   | 8   | 9   | 10  | 11  | 12  | 13       | 14  | 15  | 16  | 17  | 18  | 19  | ЛЗ | Очки |
| ---- | ---------------- | ------------ | ------------ | --- | --- | --- | --- | --- | --- | --- | --- | --- | --- | --- | --- | -------- | --- | --- | --- | --- | --- | --- | -- | ---- |
| 2005 | Minardi Cosworth | Minardi PS05 | Cosworth V10 | АВС | МАЛ | БАХ | САН | ИСП | МОН | ЕВР | КАН | США | ФРА | ВЕЛ | ГЕР | ВЕН тест | ТУР | ИТА | БЕЛ | БРА | ЯПО | КИТ | —  | —    |